# Elkhart
Elkhart je město ve Spojených státech amerických. Nachází se v okrese Elkhart County ve státě Indiana. Ve městě žije přibližně 54 tisíc obyvatel a jeho rozloha činí 68,7 km². Leží 24 kilometrů východně od města South Bend v regionu zvaném Michiana.
Městem prochází silnice Saint Joseph Valley Parkway a protékají jím řeky St. Joseph a Elkhart. Ve městě působí noviny zvané The Elkhart Truth.

## Rodáci
- Thomas Hampson (* 1955) – americký operní pěvec, barytonista